# Reinhold Grohmann

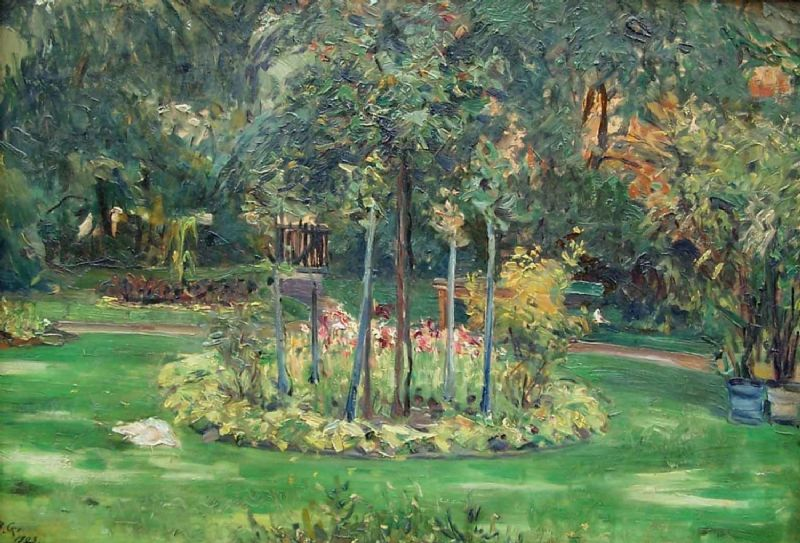
Tiergarten Berlin

Reinhold Grohmann (* 12. Oktober 1877 in Berlin; † 27. Juni 1915 ebenda) war ein deutscher Maler.
Reinhold Grohmann, Sohn des Kupferstechers Wilhelm Grohmann, studierte von 1898 bis 1905 an der Akademie der Künste in Berlin, dann an der Académie Julian in Paris und ab 1907 als Schüler von Arthur Kampf und Louis Tuaillon in Berlin. Er unternahm Studienreisen nach Holland, Belgien, Frankreich, Italien und Tunesien. In den Jahren 1906 und 1907 hielt er sich in der Villa Strohl-Fern in Rom auf. Im Zeitraum von 1903 bis 1915 nahm er an der Großen Berliner Kunstausstellung teil. Er starb im Alter von 38 Jahren.
Er malte neben Genrebildern, Interieurs und Stadtlandschaften vor allem Militärszenen.
Reinhold Grohmann war Onkel des Architekten Hans Wolff-Grohmann.